# Sobre a Contradição
Sobre a Contradição (Chinês simplificado: 矛盾论; pinyin: Máodùn Lùn) é um livro chinês escrito por Mao Tsé-tung em 1937, durante a guerra civil chinesa. O livro, na forma de ensaio sobre filosofia, aborda a interpretação de Mao do materialismo dialético, desenvolvida a partir de conferências ditadas por Mao ao Instituto Político e Militar Anti-Japonês, em Yan'an.
O ensaio foi desenvolvido com base na interpretação stalinista do materialismo dialético, dominante na União Soviética na época. Sobre a Contradição é uma obra influente na teoria marxista, particularmente no Marxismo-Leninismo e se tornou uma das principais bases filosóficas do movimento maoista. O livro segue sendo uma leitura essencial no marxismo chinês contemporâneo.

## Conteúdo
Sobre a Contradição é divido em sete seções abordando diferentes aspectos da noção de “contradição” conforme concebida por Mao. Para Mao, a essência do marxismo seria a dialética, e a essência da dialética seria a contradição. A contradição seria uma lei universal segundo a qual uma coisa não existe de forma individual ou estática, e somente poderia ser definida a partir de suas relações de contradição com outras coisas, bem como a partir de suas próprias contradições internas.

### Origem da dialética e concepção de contradição
Na primeira seção do livro, Mao defende que a história da filosofia foi marcada por duas concepções de mundo: uma metafísica e uma dialética. Para Mao, a concepção metafísica, seja ela idealista ou materialista, apenas examinaria a realidade a partir de objetos individuais, sendo incapaz de observar as relações entre objetos e seu desenvolvimento. Mao identifica essa perspectiva na filosofia ocidental, mas também na filosofia tradicional chinesa:
| “ | Na China, o pensamento metafísico, que se exprimia na afirmação ‘O céu é imutável, imutável é o Tao’, foi defendido durante muito tempo pela classe feudal, decadente, no poder. Quanto ao materialismo mecanicista e ao evolucionismo vulgar, importados da Europa nos últimos cem anos, encontraram os seus defensores na burguesia. | ” |
|   | — Mao Tsé-tung. |   |

A concepção dialética, ainda que tão antiga quanto a metafísica, somente teria sido sistematizada de forma concreta por Hegel na forma da dialética idealista e, posteriormente, pelo proletariado internacional através de Marx e Engels como materialismo dialético e histórico.
Ao afirmar, na segunda seção, a “universalidade da contradição”, Mao afirma tanto que todos os fenômenos naturais e sociais se desenvolvem a partir de contradições entre aspectos opostos, quanto que esse movimento dialético ocorre em todos os momentos da existência de um fenômeno ou objeto. Mao argumenta que mesmo conceitos como “vitória” não podem ser definidos sem o conceito oposto da “derrota”.

### Contradição principal e aspecto principal de uma contradição
Nas seções quatro e cinco, Mao propõe dois conceitos que viriam a se tornar centrais ao maoismo: a “contradição principal” e o “aspecto principal de uma contradição”. O primeiro conceito propõe que, no caso de fenômenos complexos com um grande número de relações internas opostas, uma relação de contradição tem mais centralidade que todas as outras, e de fato define a existência de toda outra contradição. Mao exemplifica este conceito através de sua leitura do capitalismo:
| “ | Por exemplo, na sociedade capitalista, as duas forças em contradição, o proletariado e a burguesia, formam a contradição principal; as outras contradições, por exemplo, a contradição entre os restos da classe feudal e a burguesia, a contradição entre a pequena burguesia camponesa e a burguesia, a contradição entre o proletariado e a pequena burguesia camponesa, a contradição entre a burguesia liberal e a burguesia monopolista, a contradição entre a democracia e o fascismo no seio da burguesia, as contradições entre os países capitalistas e as contradições entre o imperialismo e as colônias, todas são determinadas pela contradição principal ou sujeitas à influência desta. | ” |
|   | — Mao Tsé-tung. |   |

Ele ainda propõe que a contradição principal de um certo sistema pode ser alterada dependendo da interação deste sistema com outros externos a ele. Por exemplo, as contradições de classe na China deixaram de ser a contradição principal durante a invasão japonesa na segunda guerra, ocasião em que a contradição entre colonizadores e colonizados assumiu este papel.
Dentro de uma relação dialética, também, haveria um aspecto que assumiria uma posição primária em relação aos outros. Essa posição seria mutável, e determinada pelo grau de desenvolvimento de cada aspecto da contradição em relação ao outro. No exemplo do capitalismo, a burguesia é o aspecto dominante da contradição burguesia-proletariado.

### Contradições antagônicas e não antagônicas
Uma contribuição de Mao que o diferencia de outros teóricos do Marxismo-Leninismo é o conceito de antagonismo em relações de contradição. Enquanto algumas contradições, como aquela entre a burguesia e a nobreza durante o fim do feudalismo na Europa, necessariamente levariam à aniquilação de um dos dois aspectos, outras contradições poderiam se alterar mutuamente sem que um ou ambos os aspectos deixem de existir. Um exemplo seriam as contradições entre campo e cidade, que para Mao são antagônicas sob o capitalismo, mas não-antagônicas sob o socialismo e seriam resolvidas com o comunismo.
Mao posteriormente retomou estes conceitos em seu discurso Sobre o tratamento correto das contradições no seio do povo, de 1957.

## Impacto
Sobre a Contradição foi um livro bem recebido em círculos marxistas internacionais, sendo elogiado por escritores como Louis Althusser, Alain Badiou e Slavoj Žižek. O livro também foi, juntamente com Sobre a Prática, de extrema importância para o desenvolvimento do maoismo na década de 1960, sendo profundamente influente na orientação ideológica de organizações e partidos como o PCdoB no Brasil, o PCTP em Portugal e os Naxalitas na Índia.
Críticas ao livro e à concepção maoista do materialismo dialético incluem a de que o conceito de contradição "não antagônica" necessariamente implica um tipo de conflito não-dialético e simplista.